# پراگ ۱۹
پراگ ۱۹ (به لاتین: Prague 19) یک منطقهٔ مسکونی در جمهوری چک است که در پراگ واقع شده‌است. پراگ ۱۹ ۵٫۹۹ کیلومتر مربع مساحت و ۶٬۱۴۹ نفر جمعیت دارد.